# ルーカス・ファン・レイデン
ルーカス・ファン・レイデン（Lucas van leyden、1494年 ‐ 1533年8月8日）は、ネーデルラント（現・オランダ）の画家、版画家。ルーカス・フアン・ライデンともいわれる。ネーデルラントにおけるルネサンス期を代表する画家であった。

## 来歴
ライデンに生まれた。父の指導を受け、ついでコルネリス・エンゲブレフツゾーンに師事し12歳の時からエングレービング版画家として活躍した。1521年にアントウェルペンで出会ったアルブレヒト・デューラーの影響のもと、遠近法や自然の細部描写を使用した銅版画を多く制作した。また、当事はまだめずらしかったエッチングの版画も制作している。レイデンは宗教画や肖像画を得意とし、大胆な技術で実験的な作品を試みた。1527年にはネーデルラント各地を旅行している。

## 作品

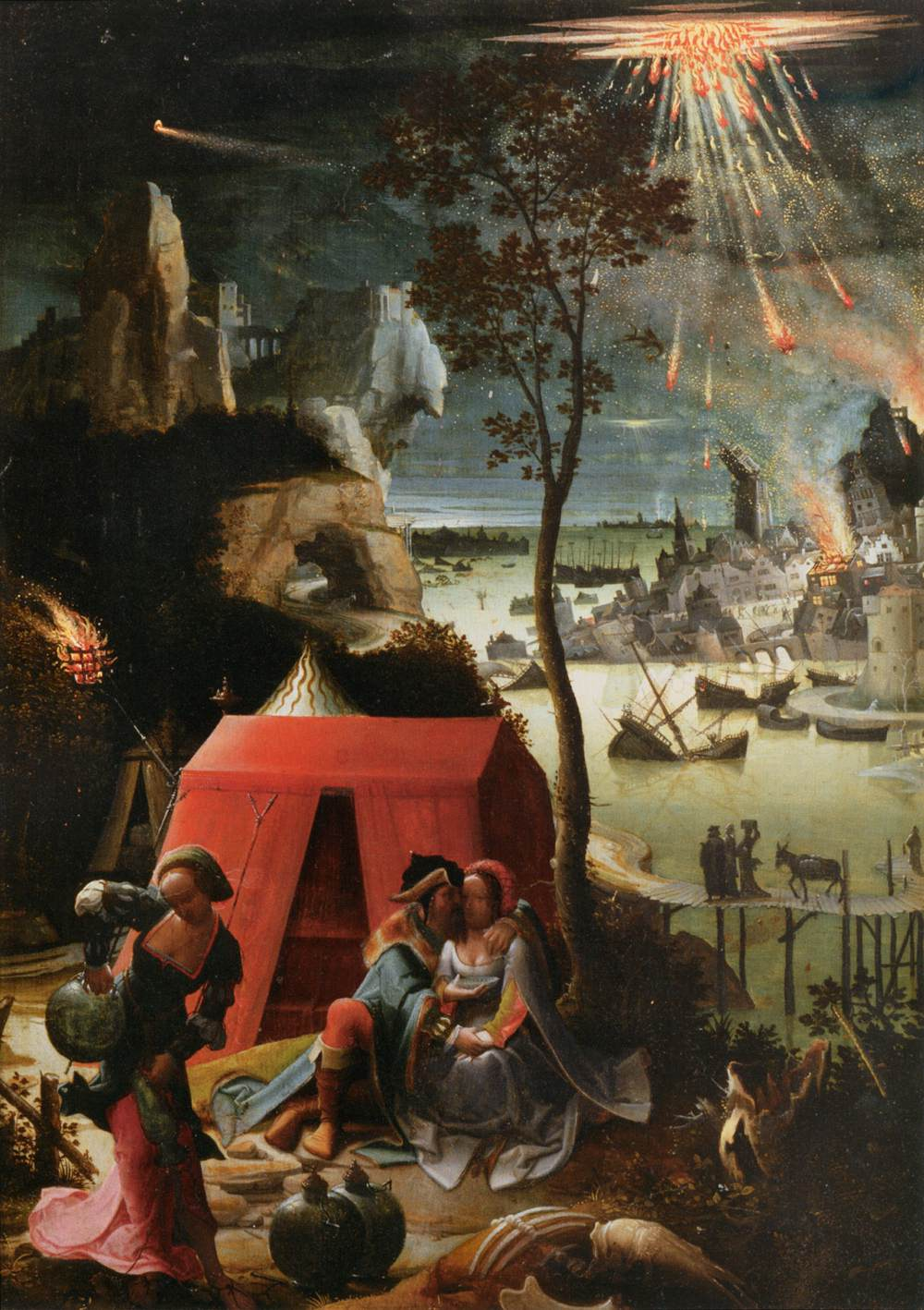
「ロトと娘たち」

- 「ラザロの復活」 1507年 国立西洋美術館所蔵
- 「チェス」 1508年ころ ベルリン絵画館所蔵
- 「ディリンジャーの祭壇」 1516年‐1520年 ザール大聖堂（ドイツ）所蔵
- 「ロトと娘たち」 1520年ころ ルーブル美術館所蔵
- 「最後の審判」 1527年 アムステルダム国立美術館所蔵
- 「盲人の治癒」 エルミタージュ美術館所蔵
- 「聖母子とマリア・マグダレネと寄進者」 アルテ・ピナコテーク所蔵
- 「自画像」
- 「歯医者」
- 「痛みのキリスト」 ウフィツィ美術館所蔵

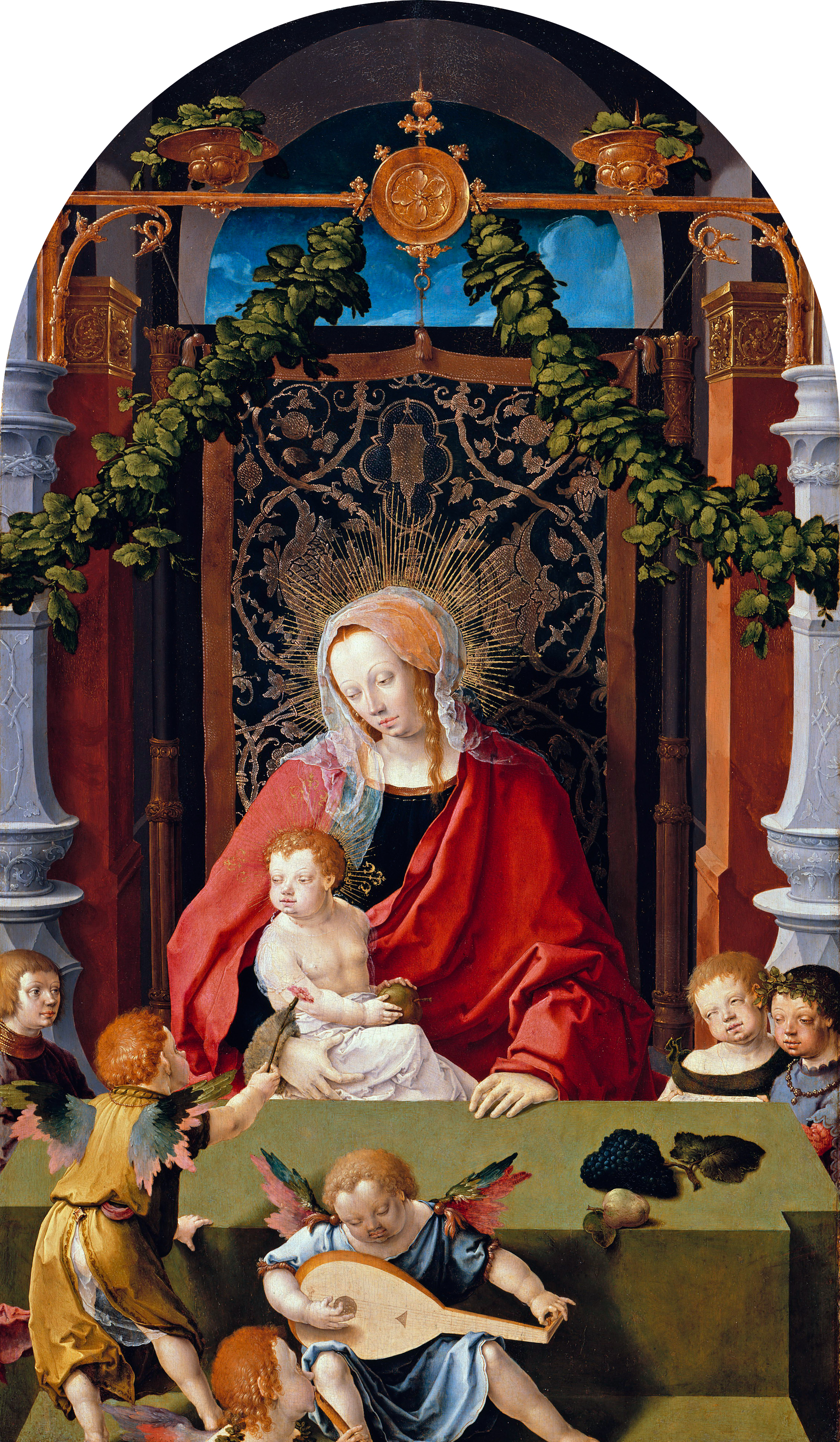
聖母子とエンジェル
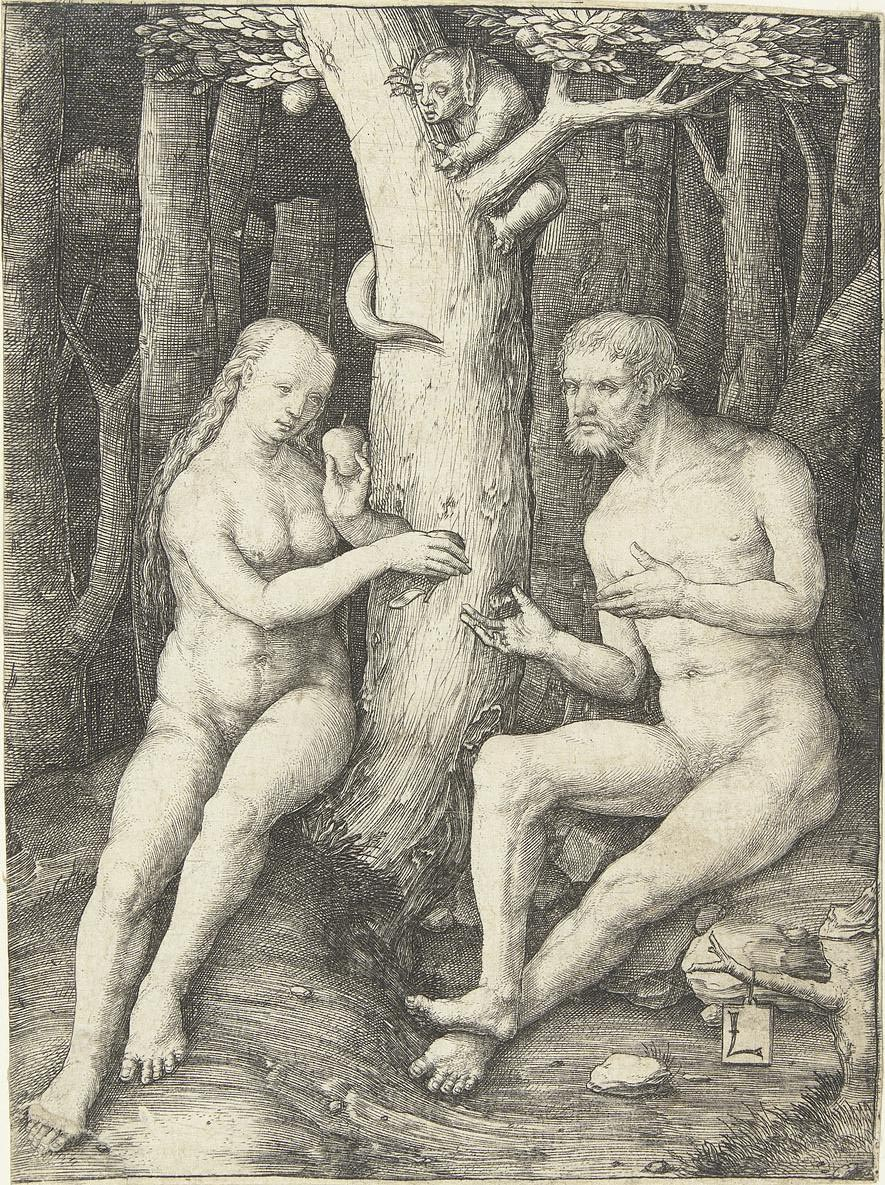
De zondeval
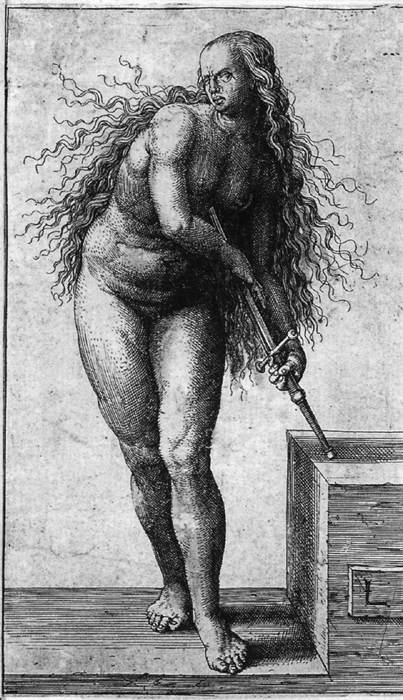
Lucretia